# Calluga purpurea
Calluga purpurea là một loài bướm đêm trong họ Geometridae.